# QW-2
Цяньвэй-2 или QW-2 (кит. трад. 前衛二號 (前衛-2), упр. 前卫二号, пиньинь Qián  wèi èr hào, палл. Цяньвэй эр хао, буквально: «Авангард-2») — китайский переносной зенитно-ракетный комплекс третьего поколения, являющийся копией советского ПЗРК 9К310 «Игла-1». Предназначен для поражения самолётов и вертолётов на малых высотах. Вероятность поражения цели оценивается в 75 %.
Изготавливается заводом № 119 Китайской аэрокосмической корпорации (CASIC) расположенным в г. Шэньян. Впервые демонстрировался на авиасалоне в Фарнборо в 1998 году.

## Описание
По сравнению с предшественником QW-1, минимальная высота зоны поражения снижена с 30 до 10 метров, дальность действия увеличена с 5 до 6 километров, а время готовности ПЗРК к выстрелу с момента включения стало менее пяти секунд. ПЗРК «Цяньвэй-2» оснащается вновь разработанной двухдиапазонной тепловой ГСН обладающей высокой помехоустойчивостью по отношению к тепловым ловушкам отстреливаемым целью и тепловому излучению Солнца и поверхности земли, что способствует всепогодности и возможности применения в любое время дня и ночи.

## Модификации
- Anza Mk-3[англ.] — вариант QW-2 производящийся по лицензии в Пакистане;
- CQW-2 — вариант «Цяньвэй-2» для применения в составе самоходных шасси. Включает РЛС обнаружения цели, информация с которого передаётся оптико-электронной системе управления огнём для взятия на сопровождение и последующего производства выстрела. Ракеты в данном варианте взаимозаменяемы с ракетой для ПЗРК.

## Тактико-технические характеристики
- Зона поражения по дальности: 500-6000 м
- Зона поражения по высоте: 10-3500 м
- Максимальная скорость цели: 600 м/с
- Масса ПУ: 18 кг
- Масса ракеты: 11,32 кг
- Длина ПУ: 1,59 м
- Диаметр ракеты: 72 мм
- Двигатель: одноступенчатый РДТТ
- Система наведения: Двухдиапазонная ИК ГСН
- Боевая часть: осколочно-фугасная
  - Масса БЧ — 1,42 кг
  - Масса ВВ —  0,5 кг
- Время на подготовку к стрельбе: менее 5 секунд